# Basilique du Nazaréen noir
La basilique du Nazaréen noir (Basilica of the Black Nazarene, également connue sous le nom de Quiapo Church soit « église de Quiapo ») est un édifice religieux catholique se trouvant dans le district de Quiapo (en), à Manille (Philippines). Construite par les franciscains au début du XVIIe siècle comme première église du nouveau district de Quiapo, elle fut reconstruite plusieurs fois. 
La présence d’une statue du Christ noir portant sa croix, considérée comme miraculeuse, attire de nombreuses foules en pèlerinage. Aussi le pape Jean-Paul II lui accorda-t-elle le titre de basilique mineure en 1988. Les pèlerins la visitent en si grand nombre que l’église est ouverte 24 heures sur 24. Des messes y sont célébrées toutes les heures. L’église, en plus d’être paroissiale, est reconnue comme sanctuaire national par la Conférence des évêques catholiques des Philippines depuis 2023 (annonce), ou 2024 (déclaration).

## Histoire
Le quartier de Quiapo (en), au nord de la ville de Manille (et au-delà du fleuve Pasig), est fondé le 29 août 1586 par le gouverneur général Santiago de Vera. Les missionnaires franciscains sont chargés de la pastorale des nouveaux habitants. Une première église construite en matériau léger est détruite par le feu en 1639.  Elle est reconstruite en plus solide.
La deuxième église s’effondre lors du tremblement de terre de 1863. Bien que partiellement récupérable, elle est remplacée par une troisième église dont les travaux sont supervisés par les pères Eusebio de León et Manuel Roxas. Elle sera achevée en 1899.
Le 30 octobre 1928, l'église disparait à nouveau dans un incendie. Elle est reconstruite sans tarder. La statue du Nazaréen noir échappe sans dommage majeur à tous ces désastres, ce qui ajoute à son prestige et à sa réputation « miraculeuse ». Elle sortira à nouveau indemne des bombardements dévastateurs de la ville de Manille en février 1945, au cours de la Seconde Guerre mondiale.
L’église est rénovée et agrandie en 1984 pour accueillir plus facilement les pèlerins qui arrivent en nombres de plus en plus grands. En 1988, l'église de Quiapo est déclarée basilique mineure par le pape Jean-Paul II. À cette occasion le nonce apostolique aux Philippines (en), Bruno Torpigliani, bénit l'autel de saint Lorenzo Ruiz, canonisé quelques mois auparavant à Rome (18 octobre 1987).

## Dévotion au Nazaréen noir
Sculpture de facture mexicaine, le Nazaréen noir, trônant au-dessus de l’autel principal y est le centre de toutes les attentions et dévotions.
La basilique de Quiapo se trouvant dans un quartier commerçant et très animé est ouverte 24 heures sur 24. Tous les vendredis la neuvaine hebdomadaire est suivie par des milliers de fidèles. La procession annuelle du 9 janvier commémore la translation de la statue du Nazaréen noir dans cette église. Plusieurs centaines de milliers de fidèles y participent. Le quartier environnant manquant d’espace, des bousculades se produisent occasionnellement.

## Images

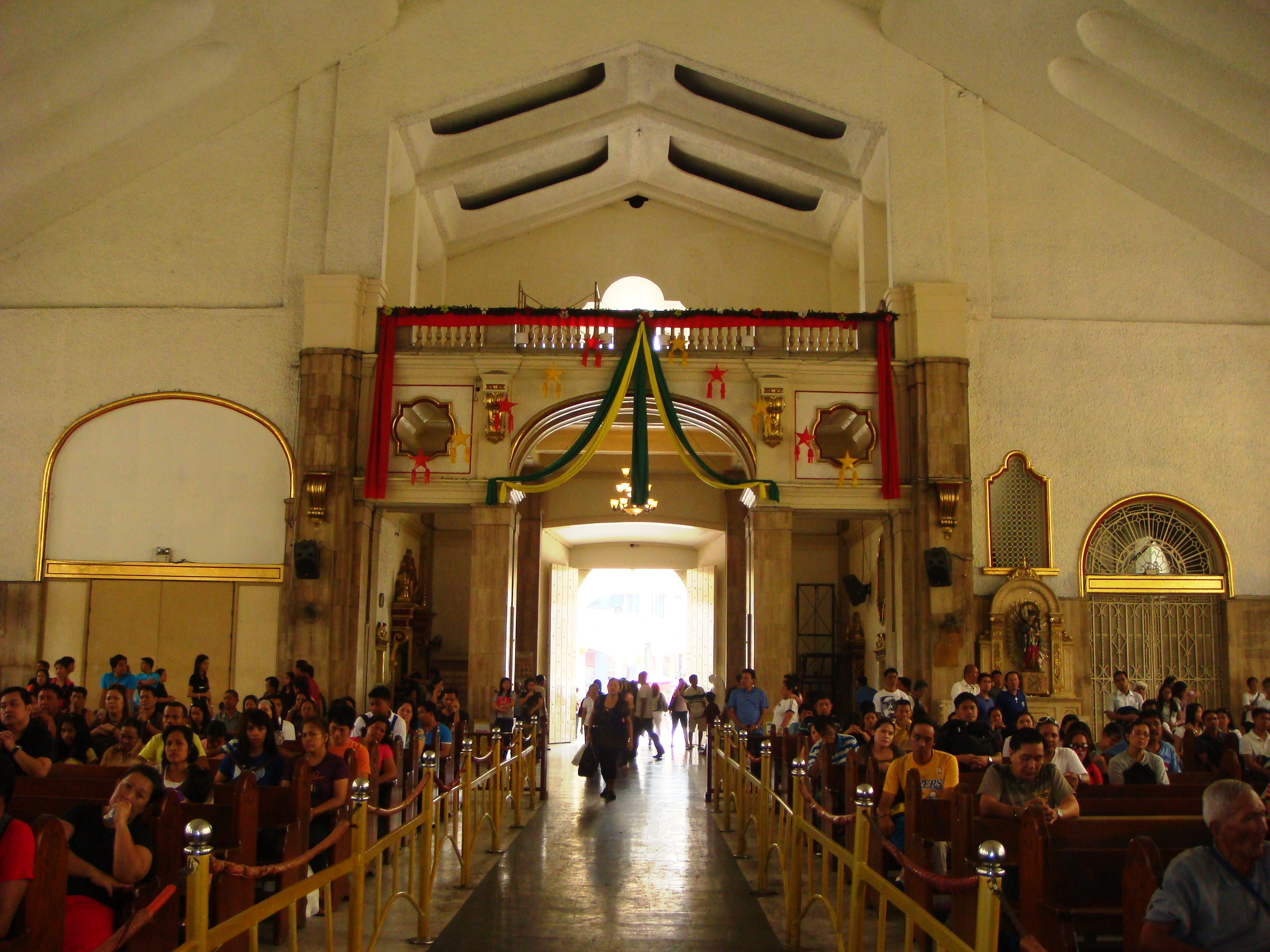
Vue de la nef (vers le portail d'entrée)
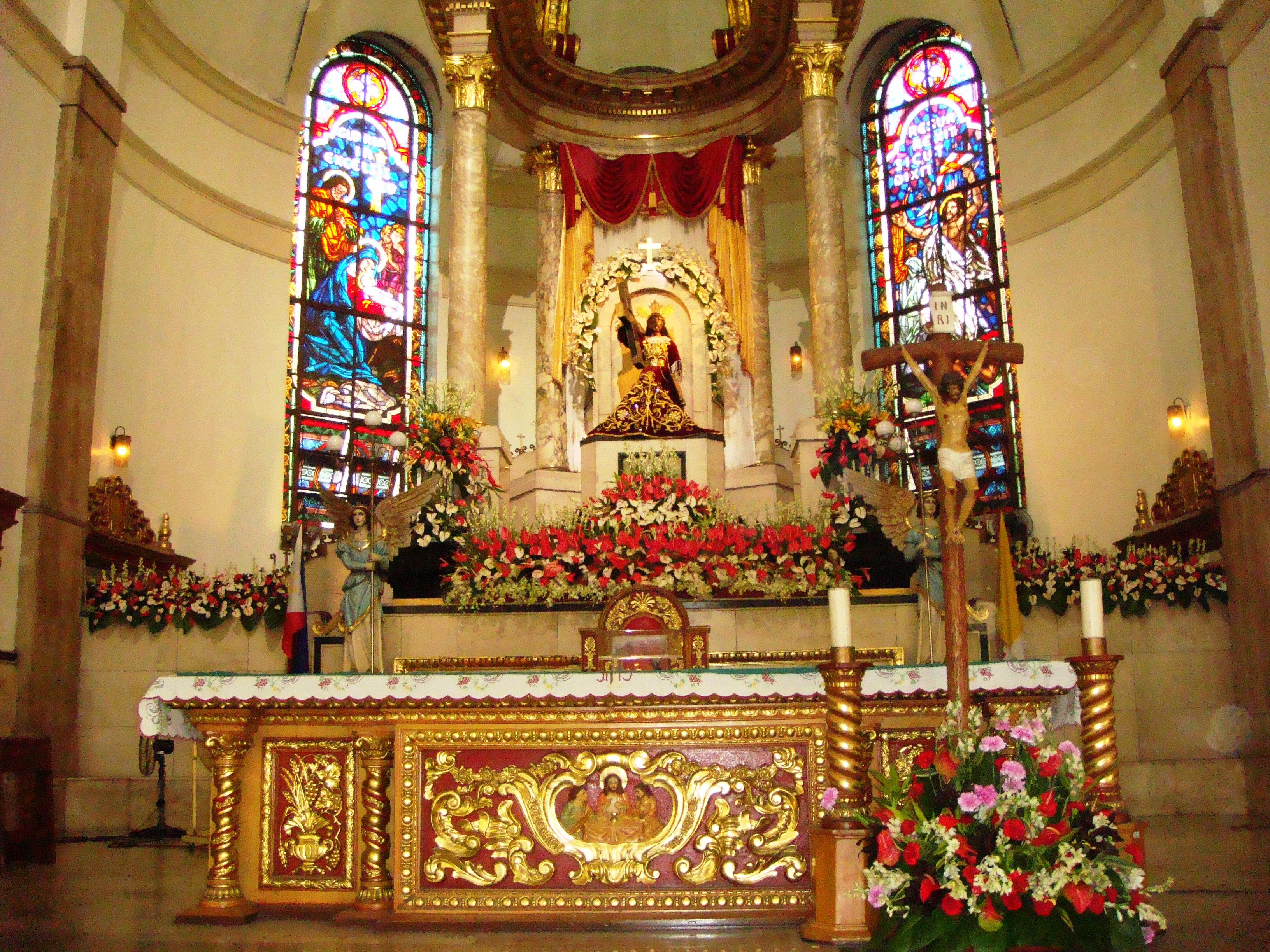
Maître-autel surplombé de la statue du Nazaréen noir
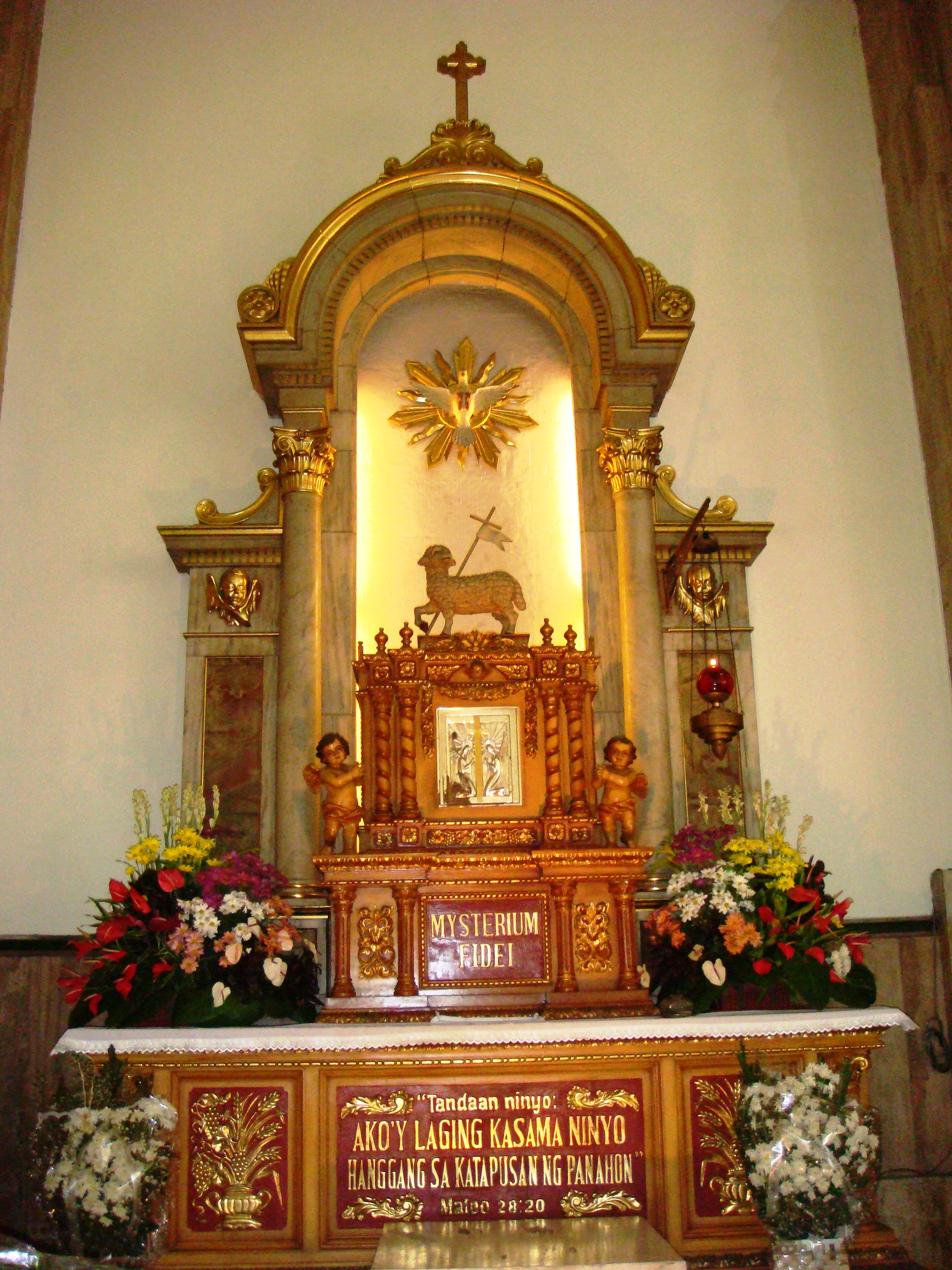
Autel du Saint-Sacrement